# Orsogna
Orsogna är en ort och kommun i provinsen Chieti i regionen Abruzzo i Italien. Kommunen hade 3 799 invånare (2018).